# Peciorna, Zalișciîkî
Peciorna (în ucraineană Печорна) este un sat în comuna Zelenîi Hai din raionul Zalișciîkî, regiunea Ternopil, Ucraina.

## Demografie
Componența lingvistică a localității Peciorna
     Ucraineană (99,41%)
     Alte limbi (0,59%)
Conform recensământului din 2001, majoritatea populației localității Peciorna era vorbitoare de ucraineană (99,41%), existând în minoritate și vorbitori de alte limbi.